# Waza Borghese
Waza Borghese – starożytna grecka waza marmurowa, znajdująca się obecnie w zbiorach Luwru.
Mająca formę wielkiego krateru waza została wykonana przypuszczalnie przez tworzącego w stylu neoattyckim artystę w I wieku p.n.e. Ma 1,72 m wysokości i 1,35 m średnicy. Jest to przykład sztuki dekoracyjnej, podobne jak ta wazy stawiano jako ozdoby ogrodowe w posiadłościach zhellenizowanej rzymskiej elity. Powierzchnię naczynia zdobi relief przedstawiający scenę bachanaliów: ukoronowanego wieńcem z bluszczu i trzymającego w ręku tyrs Dionizosa oraz grającą na lirze Ariadnę, otoczonych przez korowód złożony z menad oraz pijanych satyrów i sylenów.
Waza została odnaleziona w 1566 roku na terenie Ogrodów Salustiuszowych w Rzymie. Była własnością rodziny Borghese. Umieszczona jako ozdoba rzymskiej Willi Borghese była podziwiana przez ówczesnych artystów i wielokrotnie kopiowana w marmurze oraz brązie. W 1807 roku została odkupiona od księcia Camilla Borghese przez Napoleona Bonaparte i trafiła do Paryża, gdzie umieszczono ją w zbiorach Luwru.